# غرايم دوت
غرايم دوت (بالإنجليزية: Graeme Dott)‏ (12 مايو 1977) هو لاعب سنوكر إسكتلندي محترف فاز ببطولة العالم للسنوكر عام 2006.

## روابط خارجية
- غرايم دوت على موقع CueTracker.net (الإنجليزية)
- غرايم دوت على موقع بطولة العالم للسنوكر (الإنجليزية)
- غرايم دوت على موقع اللجنة الأولمبية الصينية (الإنجليزية)